# Francisco Díaz de Cabrera
Francisco Díaz de Cabrera y Córdoba (Córdoba, mediados del siglo XVI – Lambayeque, 25 de abril de 1619) fue un religioso español de la orden dominica. Fue obispo de Puerto Rico (1611-1614) y el primer obispo de Trujillo (Perú) que tomó posesión de su sede, en 1616. 

## Biografía
Hijo de Pablo Díaz de Cabrera y María Luisa de Córdoba. Nació en Córdoba, España. Se trasladó a Sevilla, donde estudió en el Colegio de Santo Tomás.
Hizo su profesión religiosa en su ciudad natal, el 5 de septiembre de 1574, de manos del provincial Alonso Carrillo y Sotomayor. En el convento de Granada se desempeñó como lector de Artes y Teología. Promovido a maestro, pasó a ser prior en el convento de Osuna y luego en el de Córdoba.
En 1609 fue elegido obispo de Puerto Rico, pero permaneció allí solo tres años, pues fue promovido al obispado de Trujillo en Perú, el 6 de octubre de 1614.

### Obispo de Trujillo (Perú)
Mientras se ponía en camino hacia su nueva diócesis, tomó posesión en su nombre el fraile dominico Pedro Luque, el 27 de febrero de 1616. Finalmente, él mismo hizo su ingreso a Trujillo, el 3 de marzo de dicho año.
Fue el primer obispo de Trujillo que tomó posesión de su silla, pues si bien el obispado había sido fundado en 1577, tardó mucho tiempo en instalarse; recién en 1609 se dio cumplimiento a la bula papal y fue preconizado como obispo Jerónimo de Cárcamo, pero este falleció en el transcurso del viaje, en 1612. Por eso es que se considera a Francisco Díaz de Cabrera como el primer obispo de Trujillo (antes de él hubo en total tres obispos electos).
Verificó la erección de la iglesia catedral de acuerdo al ceremonial de Sevilla. Realizó la visita pastoral a su extensa diócesis y parece que llegó a Saña y Cajamarca, donde fundó la parroquia de españoles.
El 14 de febrero de 1619 ocurrió un violento terremoto que destruyó la ciudad de Trujillo. Tal fue la devastación, que los sobrevivientes pensaron trasladar la ciudad a otro sitio, pero finalmente prevaleció la idea de reconstruirla en el mismo lugar. Mientras tanto, Díaz de Cabrera, impresionado por el desastre, se trasladó a Lambayeque con su cabildo, pues esta ciudad contaba con una iglesia matriz adecuada para convertirse temporalmente en la nueva sede del obispado. Pero poco después, cayó enfermó y falleció el 25 de abril de 1619.